# Scaphura denuda
Scaphura denuda is een rechtvleugelig insect uit de familie sabelsprinkhanen (Tettigoniidae). De wetenschappelijke naam van deze soort is voor het eerst geldig gepubliceerd in 1836 door Guérin-Méneville & Percheron.